# Victoire Bonnot
Pour les articles homonymes, voir Bonnot.
 (septembre 2019).
Si vous disposez d'ouvrages ou d'articles de référence ou si vous connaissez des sites web de qualité traitant du thème abordé ici, merci de compléter l'article en donnant les références utiles à sa vérifiabilité et en les liant à la section « Notes et références ».
Chez Victoire
Victoire Bonnot est une série de six téléfilms français produite par Jean-Pierre Dusséaux et Sydney Gallonde (VAB Production), diffusée du 3 mars 2010 au 13 aout 2015 sur M6. Elle est rediffusée à partir du 26 octobre 2012 sur Téva.
En 2015, une nouvelle série Chez Victoire, la suite de Victoire Bonnot, est diffusée sur M6. Valérie Damidot y incarne toujours le rôle de Victoire Bonnot, qui travaille cette fois-ci dans un domaine viticole qu'elle souhaite reconvertir en chambres d'hôtes.

## Synopsis
Victoire vient d'être mutée dans un nouveau lycée à Angoulême. Elle devient conseillère principale d'éducation et s'intègre parfaitement à son nouvel environnement professionnel. 
Trois mois après sa nomination, le conseil de classe arrive : il tourne d'ores et déjà très mal, car beaucoup sont opposés aux méthodes d'éducation de Victoire. Alors qu'en plein conseil a lieu une dispute entre deux filles et un garçon, Victoire doit faire face à plusieurs dangers au sein du lycée : la pornographie, la drogue et les problèmes familiaux.
Mais c'est sans compter sur le soutien de Valéria, sa meilleure amie, et d'Emma, sa fille.

## Distribution
Personnages principaux (5 ou tous les épisodes)
- Valérie Damidot : Victoire Bonnot
- Roxane Damidot : Emma Bonnot, fille de Victoire
- Vincent Bowen (épisode 1) puis Lucas Mercier (épisodes 2 à 6) : Arthur Bonnot, fils de Victoire
- Shirley Bousquet : Valeria Cassagne, meilleure amie de Victoire, prof de maths
- Fabienne Babe : Mme Brigitte Wilmote, prof d'histoire (épisodes 1 à 5)
- Jean-Pierre Malignon : Jean-Yves Moisan, prof d'anglais
- Arsene Mosca : M. Raoul, le concierge
- Julien Crampon : Rémy
- Nadia Fossier : Mme Viteli, assistante sociale
- Côme Levin : Thomas
- Erwan Marinopoulos : Stéphane Milon
- Jimmy Woha-Woha  : Samuel
- Éric Métayer : Loïc

Personnages récurrents (2, 3 ou 4 épisodes)
- Jean-Charles Chagachbanian : Mathieu Vérac, petit ami de Victoire (épisodes 2 à 4)
- Albane Courtois : Valentine Mazeaud, meilleure amie d'Emma (épisodes 1 à 4)
- Isabelle Bouysse : Mme Loiseau, prof de svt (épisodes 1 et 2)
- Lila Salet : Bérénice Pouget (épisode 1 et 3)
- Roby Schinasi : Antoine (épisode 3 et 4)
- Alice Isaaz : Zoé Viguier (épisodes 4 et 5)
- Robin Causse : Kévin Puchaux (épisodes 1 et 2)
- Jean-Marie Juan : M. Tudal, le proviseur (épisode 1 et 2)
- Catherine Jacob : Christine Constantin, la proviseure remplaçante puis l'inspectrice académique (épisode 3, 4 et 6)
- Jean-Marie Lamour : Nicolas Werner, le nouveau proviseur (épisodes 4 à 6)

Personnages invités (1 épisode)
- Anne-Sophie Franck : Anaïs Wolf (épisode 1)
- Noëlla Dussart : Mme Wolf (épisode 1)
- Charlotte Becquin : Mme Pouget (épisode 1)
- Christian Charmetant : (épisode 1)
- Arnaud Gidoin : M. Pouget (épisode 1)
- Mathias Vankhache : Erick (épisode 1)
- Jean-Baptiste Shelmerdine : Mickaël (épisode 1)
- Laurent Fernandez : Raphaël Martins (épisode 2)
- Mathieu Spinosi : Nathan Martins (épisode 2)
- Simon Ehrlacher : Jérôme, le surveillant (épisode 3)
- Julien Floreancig : Dorian (épisode 3)
- Boumes : Djemi (épisode 3)
- Marie-Sophie L. : mère de Dorian (épisode 3)
- Chantal Lauby : Agnès (épisode 4)
- Emma Colberti : Inès Viguier, mère de Zoé (épisode 4)
- Fabrice Deville : Gautier (épisode 5)
- Carolina Jurczak : Patricia (épisode 5)
- Valentina Sauca : Mariam (épisode 5)
- Gabriella Ostier : Eve Maher (épisode 6)
- Gabrielle Lazure : Claudine Maher (épisode 6)
- Eric Defosse : Philippe Delmas (épisode 6)
- Amélie Chavaudra : Agatha (épisode 6)

## Épisodes

### Épisode 1:Addiction
- Scénaristes : Sydney Gallonde
- Réalisateur : Philippe Dajoux
- Diffusions : 3 mars 2010 sur M6
- Audience :  France : 4 700 000 téléspectateurs (18,8 % de part d'audience)
- Distribution : Valérie Damidot (Victoire Bonnot), Roxane Damidot (Emma Bonnot), Anne-Sophie Franck (Anaïs Wolf), Lila Salet (Bérénice Pouget), Shirley Bousquet (Valeria Cassagne), Vincent Bowen (Arthur), David Baiot (le prof d'allemand)

### Épisode 2:Le Secret
- Scénaristes : Sydney Gallonde
- Réalisateur : Philippe Dajoux
- Diffusion : 4 septembre 2010
- Audience :  France : 2 200 000 téléspectateurs (9,3 % de part d'audience)
- Distribution : Valérie Damidot (Victoire Bonnot), Roxane Damidot (Emma Bonnot), Mathieu Spinosi (Nathan Martins), Shirley Bousquet (Valeria Cassagne), Lucas Mercier (Arthur)

Premier programme diffusé en audiodescription sur la chaîne.

### Épisode 3:Les masques tombent
- Scénariste : Anthony Maugendre
- Réalisateur : Philippe Dajoux
- Diffusion : 9 juin 2011
- Audience :  France : 3 300 000 téléspectateurs (13,4 % de part d'audience)
- Distribution : Valérie Damidot (Victoire Bonnot), Roxane Damidot (Emma Bonnot), Arthur Mazet (Julien), Shirley Bousquet (Valeria Cassagne), Lucas Mercier (Arthur)

### Épisode 4:Un enfant sur les bras
- Scénariste :
- Réalisateur : Vincent Giovanni
- Diffusion : 4 avril 2012
- Audience :  France : 3 092 000 téléspectateurs (12 % de part d'audience)
- Distribution : Valérie Damidot (Victoire Bonnot), Roxane Damidot (Emma Bonnot), Alice Isaaz (Zoé Viguier), Chantal Lauby (Agnès), Shirley Bousquet (Valeria Cassagne), Lucas Mercier (Arthur), Emma Colberti, Bruno Slagmulder

### Épisode 5:Dis-moi d'où tu viens…
- Scénariste : Aude Marcle
- Réalisateur : Vincent Giovanni
- Diffusion : 6 décembre 2011 (épisode 5 diffusé avant le 4)
- Audience :  France : 2 600 000 téléspectateurs (12 % de part d'audience)
- Distribution : Valérie Damidot (Victoire Bonnot), Roxane Damidot (Emma Bonnot), Michèle Moretti (Mamie Mira), Shirley Bousquet (Valeria Cassagne), Lucas Mercier (Arthur), Alice Isaaz ( Zoé Viguier)

### Épisode 6:Partir
- Scénariste :
- Réalisateur : Vincent Giovanni
- Diffusion : 11 septembre 2012
- Audience :  France : 2 271 000 téléspectateurs (9,2 % de part d'audience)
- Distribution : Valérie Damidot (Victoire Bonnot), Roxane Damidot (Emma Bonnot), Shirley Bousquet (Valeria Cassagne), Lucas Mercier (Arthur).

## Tournages
- Épisode 1 : du lundi 17 août au vendredi 4 septembre 2009 (un total de 17 jours)
- Épisode 2 : du mardi 6 au vendredi 30 avril 2010
- Épisodes 3 et 4 : du lundi 11 avril au vendredi 6 mai 2011
- Épisode 5 : du lundi 4 au vendredi 29 juillet 2011
- Épisode 6 : du lundi 10 octobre au vendredi 5 novembre 2011